# Craig Barrett
Craig R. Barrett (nacido el 29 de agosto de 1939) es un ejecutivo que estuvo como Presidente del consejo de Intel Corporation hasta mayo de 2009. Se convirtió en CEO de Intel en 1998, cargo que ocupó durante siete años. Después de retirarse de Intel, Barrett se unió a la facultad de la escuela de negocios Thunderbird School of Global Management en Glendale, Arizona.

## Carrera
Barrett fue el presidente de Intel a partir de 1997 y su Director Ejecutivo de 1998 a 2005. Lideró la empresa en algunos de sus peores momentos, incluyendo la explosión de la burbuja punto-com y una grave recesión.
| Predecesor: Andrew Grove | Intel Ceo 1998-2005 | Sucesor: Paul Otellini |

- Datos: Q2564082
- Multimedia: Craig Barrett (chief executive) / Q2564082